# Kusiće
Kusiće (cyr. Кусиће) – wieś w Serbii, w okręgu braniczewskim, w gminie Veliko Gradište. W 2011 roku liczyła 686 mieszkańców.